# Leptychaster
Genre
Leptychaster  est un genre d'étoile de mer de la famille des Astropectinidae.
La plupart des espèces vivent autour de l'Antarctique.

## Taxinomie
Selon World Register of Marine Species (28 janvier 2015) :
- Leptychaster anomalus Fisher, 1906
- Leptychaster antarcticus Sladen, 1889
- Leptychaster arcticus (M. Sars, 1851)
- Leptychaster flexuosus (Koehler, 1920)
- Leptychaster inermis (Ludwig, 1905)
- Leptychaster kerguelenensis E. A. Smith, 1876
- Leptychaster magnificus (Koehler, 1912)
- Leptychaster melchiorensis (Bernasconi, 1969)
- Leptychaster pacificus Fisher, 1906
- Leptychaster propinquus Fisher, 1910
- Leptychaster stellatus Ziesenhenne, 1942

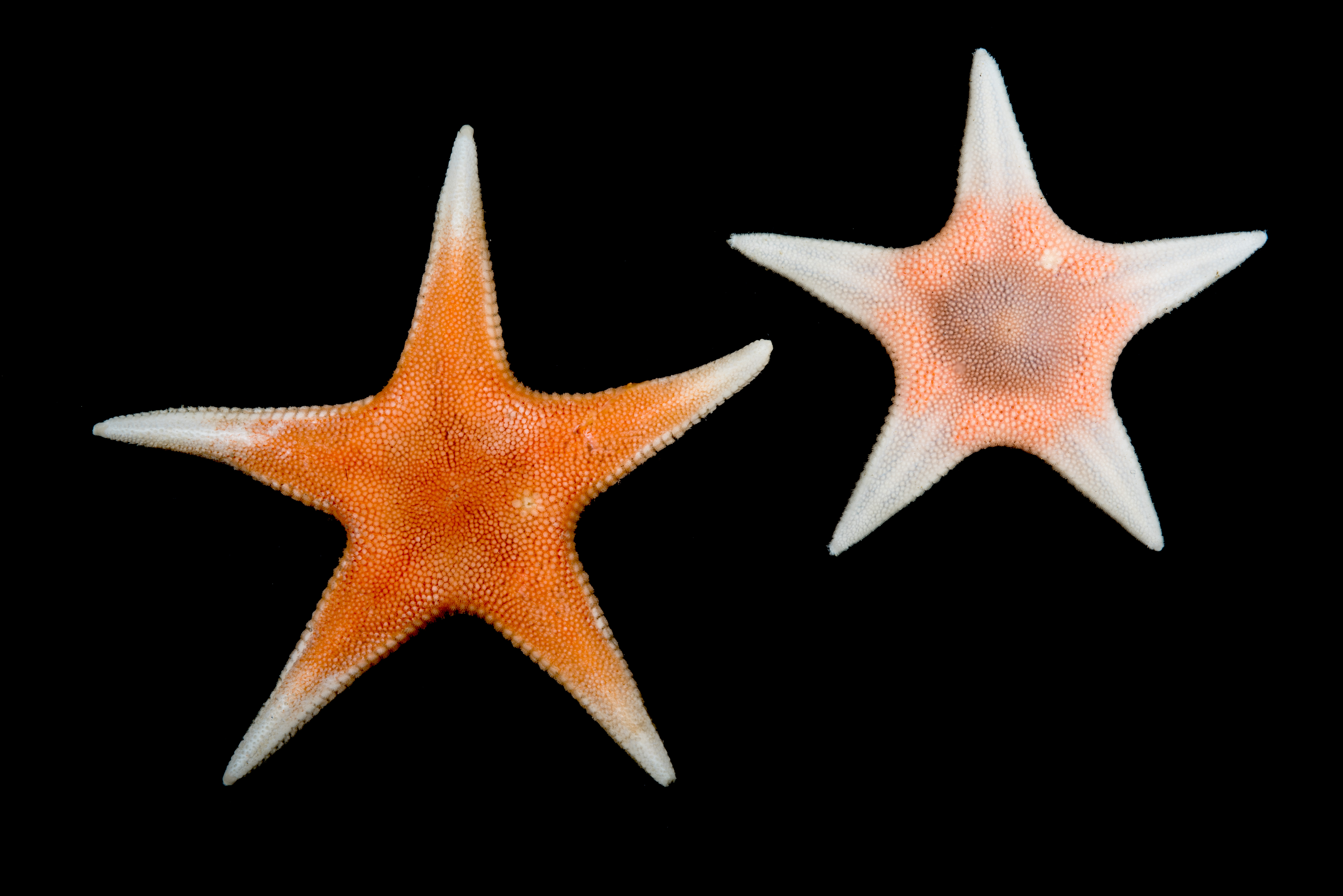
Leptychaster arcticus
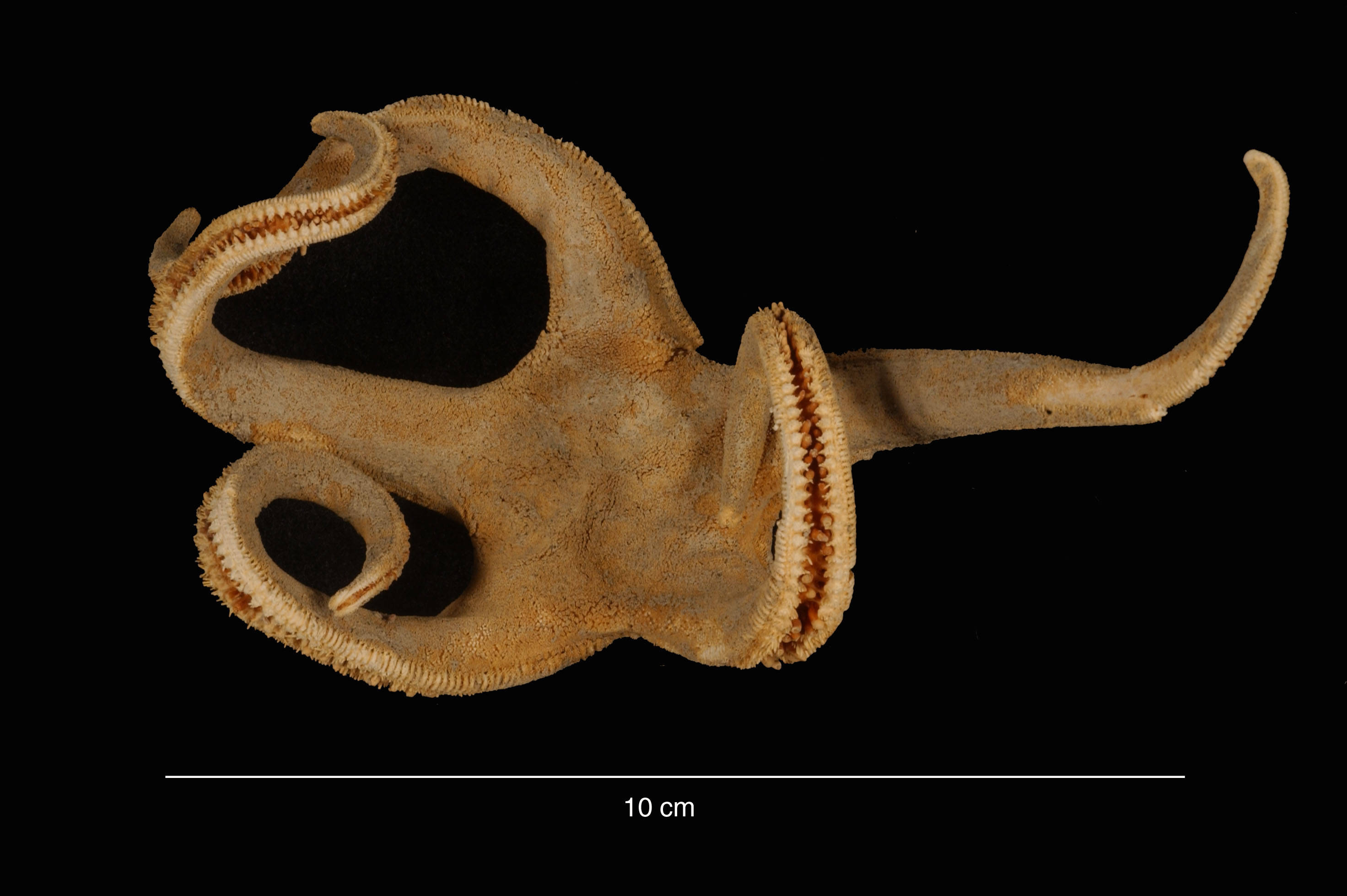
Leptychaster flexuosus
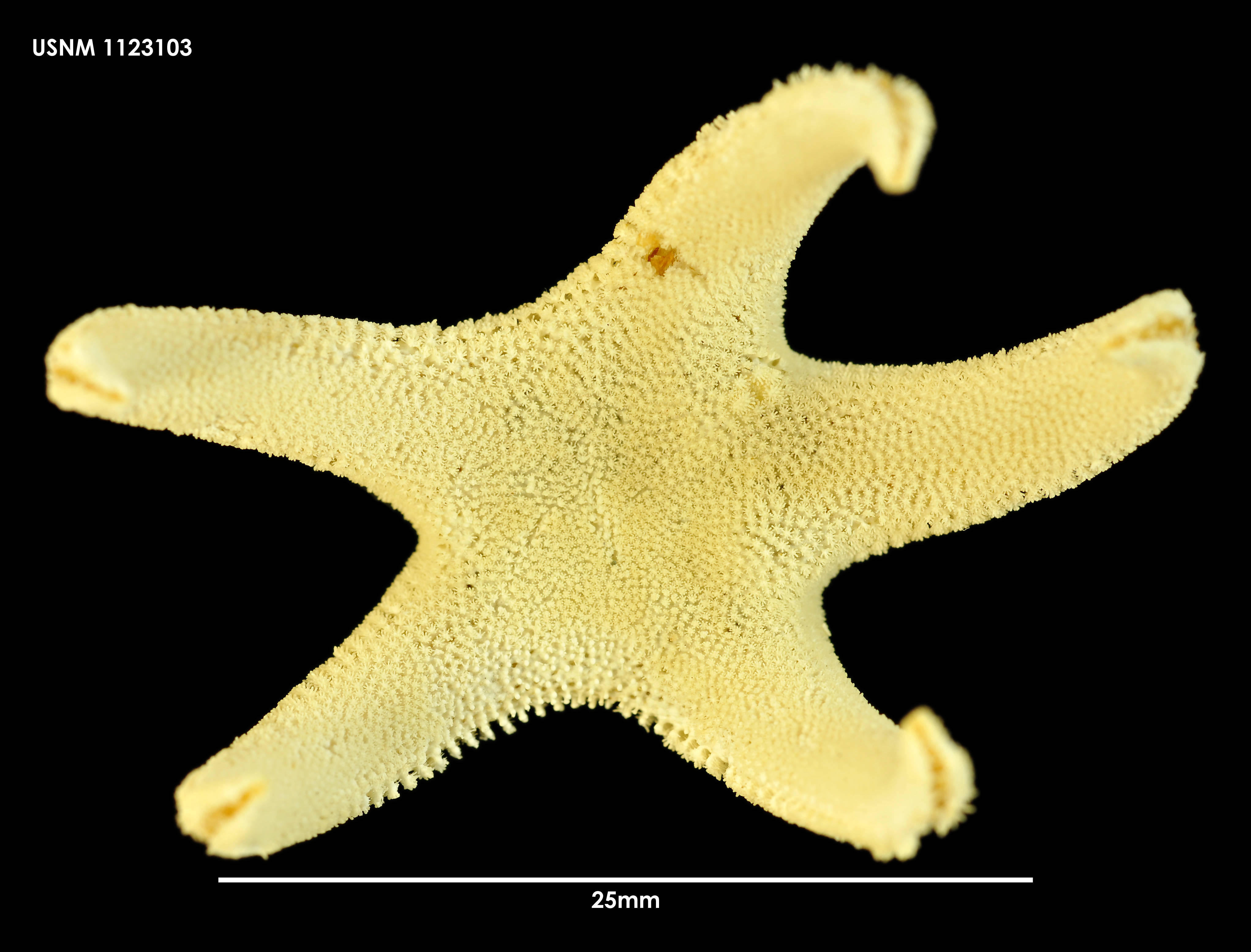
Leptychaster kerguelenensis
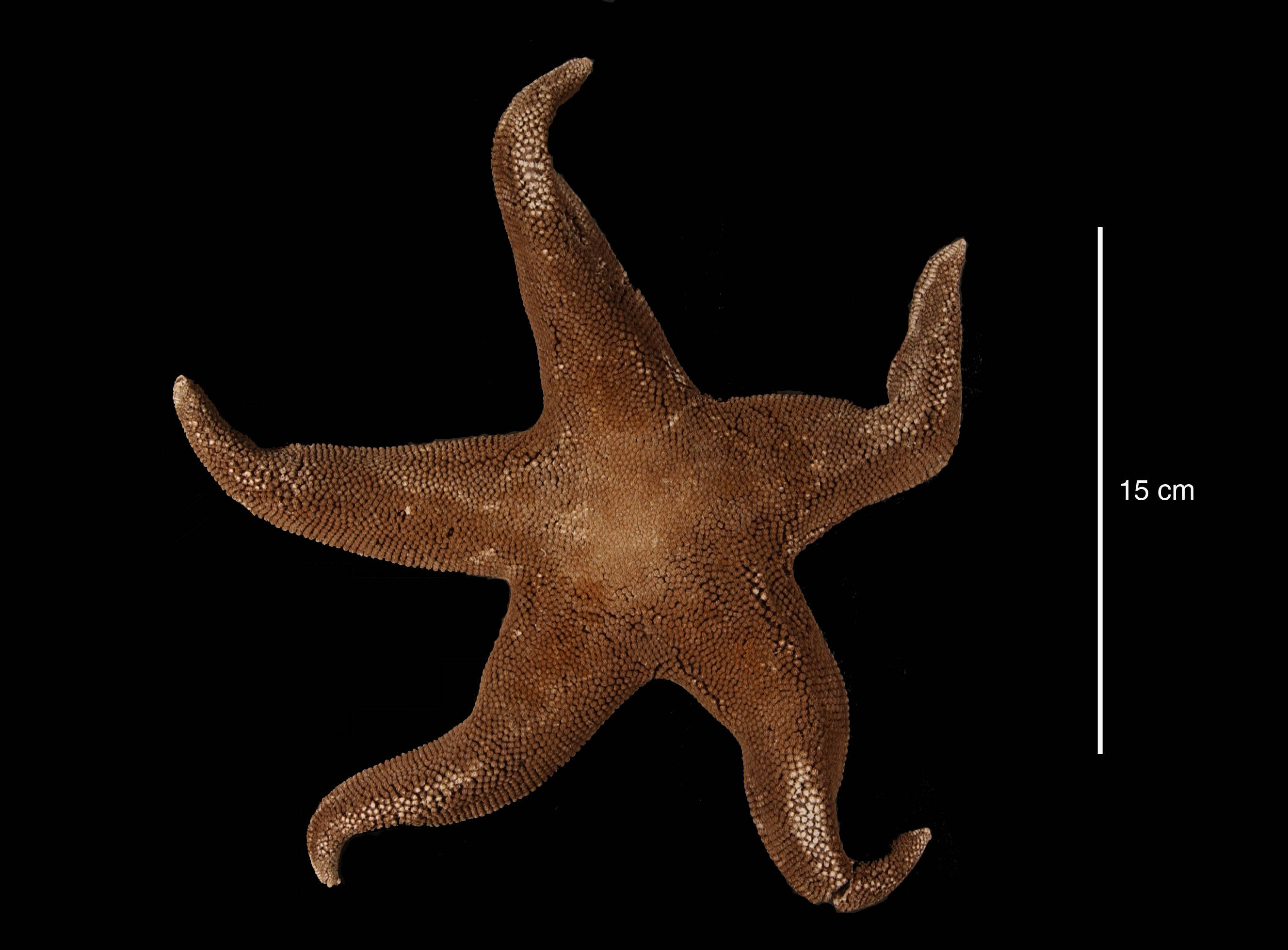
Leptychaster magnificus
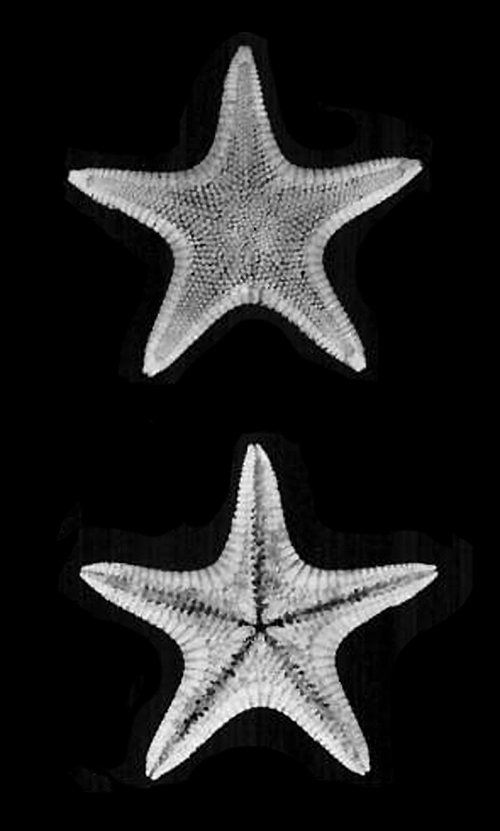
Leptychaster stellatus